# Pereiros (São Vicente da Beira)
Pereiros é uma aldeia portuguesa com 39  habitantes permanentes pertence à freguesia de São Vicente da Beira, ao concelho de Castelo Branco e Distrito de Castelo Branco.
Localiza-se a 3 quilómetros da sede de freguesia e a 35 quilómetros de Castelo Branco.
A sua população, predominantemente idosa e reformada, dedica-se à agricultura e criação de gado. Há ainda habitantes que se dedicam ao negócio da madeira, principalmente o Pinheiro-bravo e Eucalipto, espécies muito abundantes na região.
Devido à falta de trabalho na aldeia, assim como nos arredores, a maioria da sua gente foi forçada a sair para outras regiões e para o estrangeiro, mormente para França. Não é de estranhar, por isso, que nos meses de verão, especialmente em Agosto, a população da terra chegue a triplicar. Mais recentemente, no entanto, uma pequena quantidade de novos habitantes da Europa mudou-se para lá.
A aldeia possui uma Igreja, um Centro Social, um Campo de Futebol de 11, um Recinto de Festas, um Forno Comunitário, o alojamento local Quinta nas Colinas e o Clube Desportivo e Recreativo de Pereiros.
Realiza as suas festas populares em honra de São Lourenço, padroeiro da localidade, no segundo fim de semana de Agosto.

## População
| 2001 | 2011 |
| 63   | 39   |

## Galeria de imagens

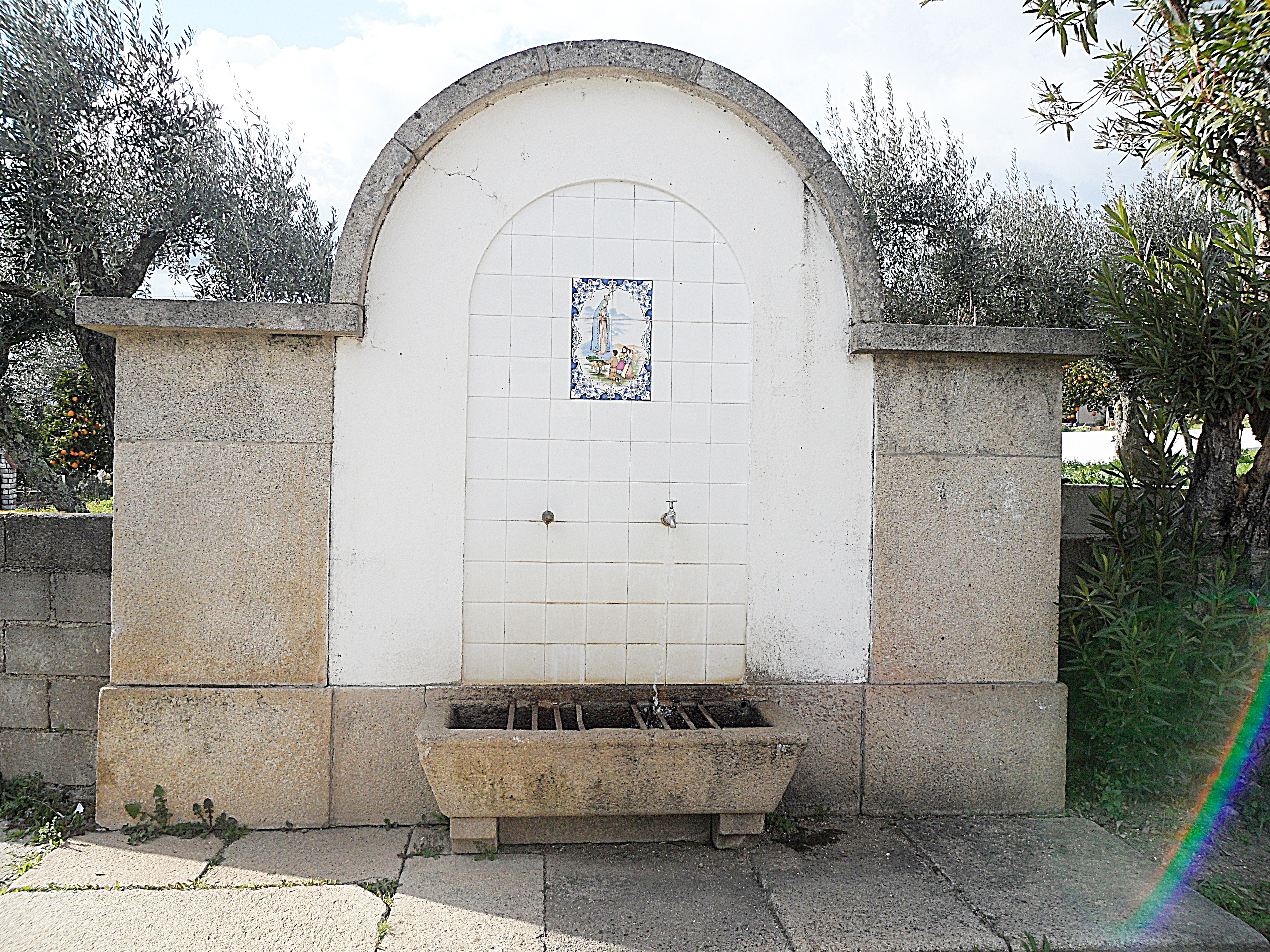
Chafariz do Cimo do Povo
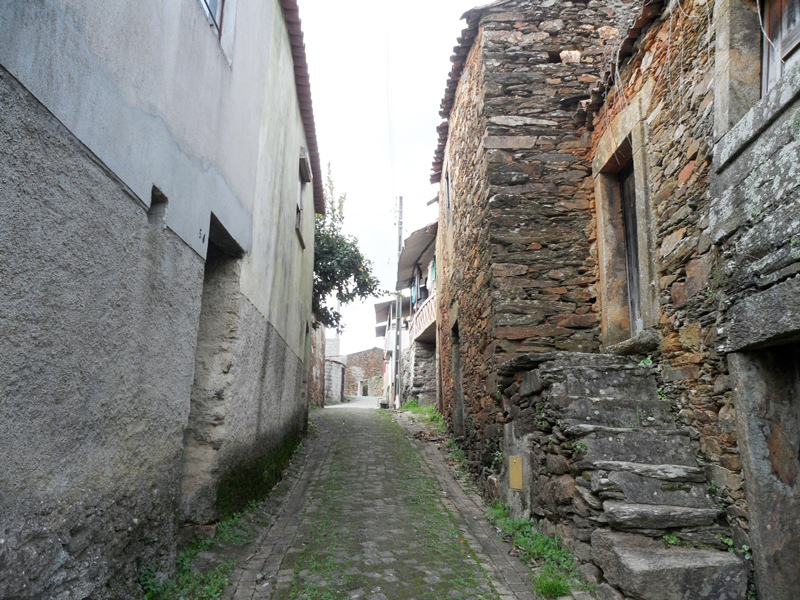
Rua do Forno
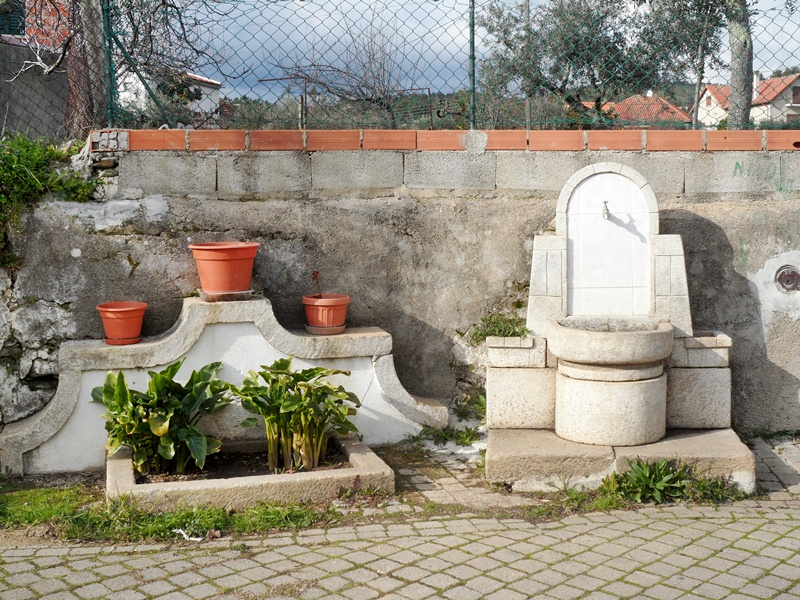
Chafariz do fundo do povo
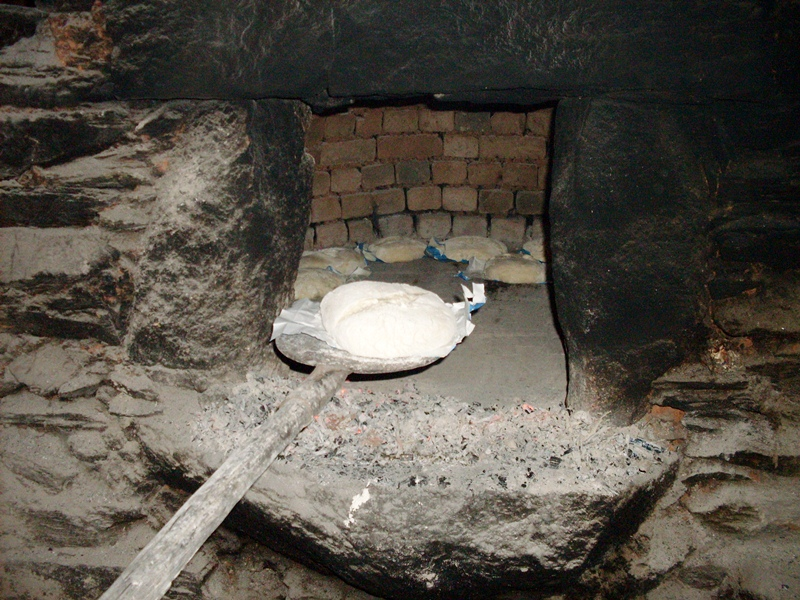
Forno Comitário - a lenha